# USS Charles E. Brannon (DE-446)
USS Charles E. Brannon (DE-446) là một tàu hộ tống khu trục lớp John C. Butler từng phục vụ cùng Hải quân Hoa Kỳ trong Chiến tranh Thế giới thứ hai. Nó là chiếc tàu chiến duy nhất của Hải quân Hoa Kỳ được đặt cái tên này, theo tên Thiếu úy Hải quân Charles E. Brannon (1919–1942), phi công từng phục vụ cùng Liên đội Ném ngư lôi VT-8 trên tàu sân bay Hornet (CV-8), đã tử trận trong Trận Midway vào ngày 4 tháng 6, 1942 và được truy tặng Huân chương Chữ thập Hải quân. Nó đã phục vụ trong suốt Thế chiến II, được cho ngừng hoạt động sau khi xung đột chấm dứt vào năm 1946, rồi được huy động trở lại để tiếp tục phục vụ trong giai đoạn Chiến tranh Lạnh từ năm 1951 đến năm 1960. Con tàu cuối cùng bị bán để tháo dỡ vào năm 1969. Charles E. Brannon được tặng thưởng một Ngôi sao Chiến trận do thành tích phục vụ trong Thế Chiến II.

## Thiết kế và chế tạo
Lớp John C. Butler được thiết kế nhằm đáp ứng nhu cầu một số lượng lớn nhưng rẻ tiền của một kiểu tàu hộ tống chống tàu ngầm để hộ tống các đoàn tàu vận tải vượt đại dương. Chúng có chiều dài chung 306 foot (93,3 m), mạn tàu rộng 36 foot 10 inch (11,2 m) và mớn nước 13 foot 4 inch (4,1 m), trọng lượng choán nước tiêu chuẩn 1.350 tấn Anh (1.372 t), và lên đến 1.745 tấn Anh (1.773 t) khi đầy tải, với một thủy thủ đoàn bao gồm 14 sĩ quan và 201 thủy thủ. Con tàu được vận hành bởi hai turbine hơi nước hộp số Westinghouse; hơi nước được cung cấp bởi hai nồi hơi "D" Express, tạo ra công suất 12.000 mã lực càng (8.900 kW) và cho phép đạt được tốc độ tối đa 24 hải lý trên giờ (44 km/h; 28 mph). Nó có tầm hoạt động 6.000 hải lý (11.000 km; 6.900 mi) ở tốc độ đường trường 12 hải lý trên giờ (22 km/h; 14 mph).
Dàn vũ khí chính bao gồm hai tháp pháo 5-inch/38 caliber đa dụng nòng đơn, được dẫn đường bởi hệ thống điều khiển hỏa lực Mark 51; vũ khí phòng không gồm hai khẩu đội Bofors 40 mm L/60 nòng đôi và mười khẩu Oerlikon 20 mm nòng đơn cũng được dẫn đường bởi hệ thống Mark 51. Ngoài ba ống phóng ngư lôi 21 inch (533 mm), vũ khí chống ngầm bao gồm hai đường ray thả mìn sâu, tám máy phóng mìn sâu K-gun cùng một dàn súng cối chống ngầm Hedgehog. Con tàu được trang bị sonar kiểu QC, radar dò tìm mặt biển SL và radar dò tìm không trung SA.
Charles E. Brannon được đặt lườn tại xưởng tàu của hãng Federal Shipbuilding and Dry Dock Company ở Newark, New Jersey vào ngày 13 tháng 1, 1944. Nó được hạ thủy vào ngày 23 tháng 4, 1944, được đỡ đầu bởi nữ Thiếu úy D. Brannon, và được cho nhập biên chế cùng Hải quân Hoa Kỳ vào ngày 1 tháng 11, 1944 dưới quyền chỉ huy của Hạm trưởng, Trung tá Hải quân Donald W. Todd.

## Lịch sử hoạt động

### Thế Chiến II
Sau khi hoàn tất việc chạy thử máy huấn luyện tại khu vực Bermuda và sửa chữa sau chạy thử máy, Charles E. Brannon chuẩn bị để được điều động sang khu vực Mặt trận Thái Bình Dương. Nó khởi hành từ New York vào ngày 27 tháng 1, 1945, hộ tống các tàu chở hàng đi sang vùng kênh đào Panama, rồi băng qua kênh đào và tiếp tục ghé qua các quần đảo Galápagos và Society trước khi đi đến đảo Manus thuộc quần đảo Admiralty vào ngày 15 tháng 3.
Chuyển đến vịnh San Pedro, Philippines, Charles E. Brannon hộ tống các đoàn tàu vận tải đi lại trong phạm vi quần đảo Philippine, rồi đến cuối tháng 4 đã tham gia thành phần hộ tống cho lực lượng tấn công hướng sang khu vực Bắc Kalimantan, Borneo. Nó tuần tra ngoài khơi khu vực đổ bộ ở Tarakan từ ngày 1 đến ngày 8 tháng 5, hỗ trợ cho cuộc đổ bộ và bắn hải pháo theo yêu cầu của lực lượng trên bộ. Sau đó từ ngày 10 tháng 6, nó tiếp tục hỗ trợ tương tự cho cuộc đổ bộ lên vịnh Brunei.
Từ đầu tháng 7, Charles E. Brannon hoạt động hộ tống cho các đoàn tàu vận tải đi lại giữa Philippines và Okinawa, và vẫn đang làm nhiệm vụ này khi Nhật Bản chấp nhận đầu hàng vào ngày 15 tháng 8, giúp chấm dứt vĩnh viễn cuộc xung đột. Đến giữa tháng 9, nó tham gia vào lực lượng chiếm đóng hoạt động tại Trung Quốc, hoạt động trong vùng biển giữa Okinawa và Hong Kong, cho đến khi lên đường quay trở về Hoa Kỳ. Về đến San Francisco, California vào ngày 1 tháng 2, 1946, nó được cho xuất biên chế tại San Diego, California vào ngày 15 tháng 6, 1946 và đưa về Hạm đội Dự bị Thái Bình Dương.

### 1951 - 1960
Từ tháng 8, 1946, cho dù nằm trong thành phần dự bị, Charles E. Brannon được huy động vào việc huấn luyện cho nhân sự thuộc Hải quân Dự bị Hoa Kỳ, thực hiện những chuyến đi thực tập huấn luyện vào dịp cuối tuần hay trong mùa Hè dành cho các học viên sĩ quan dự bị. Nó được cho tái biên chế trở lại vào ngày 21 tháng 11, 1950, nhưng vẫn tiếp tục nhiệm vụ huấn luyện dự bị; và khi được cho xuất biên chế lần sau cùng vào ngày 18 tháng 6, 1960, nó tiếp tục phục vụ huấn luyện ngoài biên chế cho đến ngày 23 tháng 9, 1968, khi nó ngừng hoạt động đồng thời rút tên khỏi danh sách Đăng Bạ Hải quân. Con tàu bị bán để tháo dỡ vào ngày 27 tháng 10, 1969.

## Phần thưởng
Charles E. Brannon được tặng thưởng một Ngôi sao Chiến trận do thành tích phục vụ trong Thế Chiến II.
|             | Bronze star |
| Bronze star |             |

| Huân chương Chiến dịch Hoa Kỳ                                   | Huân chương Chiến dịch Châu Á-Thái Bình Dương với 1 Ngôi sao Chiến trận | Huân chương Chiến thắng Thế Chiến II |
| Huân chương Phục vụ Phòng vệ Quốc gia với 1 Ngôi sao Chiến trận | Huân chương Viễn chinh Lực lượng Vũ trang                               | Huân chương Giải phóng Philippine    |